# فريدي كينغ
فريدي كينغ (بالإنجليزية: Freddie King )‏ (و. 1934 – 1976 م) هو عازف قيثارة، ومغني، ومغن ومؤلف أمريكي، ولد في غلمر، توفي في دالاس، تكساس، عن عمر يناهز 42 عاماً، بسبب قصور القلب.

## وصلات خارجية
- فريدي كينغ على موقع IMDb (الإنجليزية)
- فريدي كينغ على موقع ميوزك برينز (الإنجليزية)
- فريدي كينغ على موقع إن إن دي بي (الإنجليزية)
- فريدي كينغ على موقع أول ميوزيك (الإنجليزية)
- فريدي كينغ على موقع ديسكوغز (الإنجليزية)

- فريدي كينغ في قاعدة بيانات الأفلام على الإنترنت